# Wojciech Grabkowski
Wojciech Grabkowski herbu Jastrzębiec – marszałek Trybunału Głównego Koronnego w 1657 roku, podsędek krakowski w latach 1660–1670, starosta czchowski w latach 1642–1655.
Poseł sejmiku proszowickiego na sejm nadzwyczajny 1652 roku. Poseł sejmiku proszowickiego województwa krakowskiego na sejm jesienny 1666 roku. W 1667 roku był sędzią kapturowym województwa krakowskiego.